# Криварчук Олександр Фотійович
Криварчук Олександр Фотійович (1938—1990) — радянський, український режисер-документаліст.
Народився 12 вересня 1938 р. у с. Писарівка Хмельницької обл. в родині селянина. Закінчив Київський державний інститут театрального мистецтва ім. І.Карпенка-Карого (1968).
З 1968 р. — режисер «Укркінохроніки».
Створив стрічки: «Народний художник Василь Касіян», «Співають кобзарі України» (1968), «Учитель», «На щастя, на долю» (1970), «Роди, земле», «Коровай наш, коровай» (1971), «Захарова рідня», «Дерево друж6и» (1972), «Старосільська молодість» (Ш), «Микола Кузнецов. Сторінки подвигу» (Львівська студія телебачення, 1975, Приз VI Всесоюзного фестивалю телефільмів, Тбілісі, 1975), «Щоб люди сказали спасибі» (1976), «Розкажи про себе, поле» (1977), «Головком хліба» (1978. Диплом і приз журі XI Всесоюзного кінофестивалю, Єреван, 1978), «Хліборобському роду нема переводу» (1979), «Озера повинні жити» (1980. Друга премія і диплом Всеросійського конкурсу документальних і науково-популярних фільмів про охорону природи та раціональне використання її ресурсів, Воронеж, 1981), «Опір вертикалі» (1981) та ін.
Був членом Спілки кінематографістів України.
Помер 30 липня 1990 р.